# The Return of the Native
The Return of the Native is een roman van de Engelse schrijver Thomas Hardy. Het verhaal werd voor het eerst gepubliceerd in het tijdschrift Belgravia van januari tot december 1878. Het boek wordt algemeen beschouwd als een van Hardy's beste werken.
De 'native' in de boektitel is Clym Yeobright, die na zijn tijd in Parijs terugkeert naar zijn geboortegrond, Egdon Heath. De handeling speelt zich af in dit fictieve gebied in Wessex, dat in meer verhalen van Hardy de sfeer bepaalt. 
De roman beschrijft een tragische liefdesgeschiedenis en contrasteert de wilde, gepassioneerde liefde, die tot de ondergang leidt, met de geduldige en toegewijde liefde.
Het boek is zorgvuldig opgebouwd volgens de normen van de klassieke tragedie: het volgt de eenheid van tijd, plaats en handeling en telde van oorsprong ook vijf delen. Het zesde deel, Aftercourses, valt buiten deze constructie en werd toegevoegd om tegemoet te komen aan het verlangen van het Victoriaanse publiek naar een goede afloop.
Het verhaal speelt zich af tegen de achtergrond van Egdon Heath, een ongetemd natuurgebied in Zuid-Engeland dat Hardy van nabij kende. Het gebied speelt een belangrijke rol in het verhaal en is steeds dreigend en indringend aanwezig. De mensen die er leven en zich er thuis voelen, bereiken een zekere mate van tevredenheid en geluk; degenen die zich ertegen verzetten en boven hun afkomst uit willen stijgen, gaan eraan ten onder.

## Samenvatting
Damon Wildeve, een ingenieur die zijn vak heeft verruild voor dat van herbergier, verkeert in de situatie dat er twee vrouwen verliefd op hem zijn. Het zijn Thomasin Yeobright en de rusteloze en romantisch ingestelde Eustacia Vye. Diggory Venn, de verkoper van verfstoffen, is verliefd op Thomasin, maar zij wijst hem af en trouwt met Damon. Dan keert Clym Yeobright (Thomasins neef en de titelfiguur) terug uit Parijs, waar hij in de diamanthandel heeft gewerkt. Clym geeft die baan op omdat hij als ideaal heeft om les te geven aan de mensen op Egdon Heath. Hij wordt verliefd op Eustacia en trouwt met haar, tegen de uitdrukkelijke wil van zijn moeder. Eustacia koestert de hoop dat hij haar mee zal nemen naar Parijs, waar zij een opwindender leven kan leiden. Door intensieve studie neemt Clyms gezichtsvermogen echter snel af en om toch bezig te blijven gaat hij eenvoudig werk doen in het onderhoud van het heidegebied. De teleurgestelde Eustacia begint een affaire met Damon Wildeve en wordt onbedoeld de oorzaak van de dood van Clyms moeder. Als Clym de verhouding ontdekt volgt er een heftige scène waarin Damon en Eustacia vluchten. Tijdens hun vlucht komen zij beiden door verdrinking om het leven. Thomasin trouwt uiteindelijk toch met de geduldige Diggory Venn en Clym wordt een rondtrekkend prediker, die leven moet met een knagend schuldgevoel over de dood van zijn moeder en zijn vrouw.

## Verder
Componist Gustav Holst schreef zijn werk Egdon Heath. Nederland kende tussen 1981 en 1999 de band Egdon Heath. In 1994 werd The Return of the Native bewerkt voor televisie met Catherine Zeta-Jones in de rol van Eustacia Vye.